# 韋斯特蘭 (印地安納州)
韋斯特蘭（英語：Westland）是位於美國印地安納州漢考克縣的一個非建制地區。該地的面積和人口皆未知。